# Contea di Luoyuan
La contea di Luoyuan (罗源县S, LuóyuánP) è una contea della Cina, situata nella provincia del Fujian.